# Petrophytum cinerascens
Petrophytum cinerascens là loài thực vật có hoa trong họ Hoa hồng. Loài này được (Piper) Rydb. miêu tả khoa học đầu tiên năm 1908.

## Hình ảnh

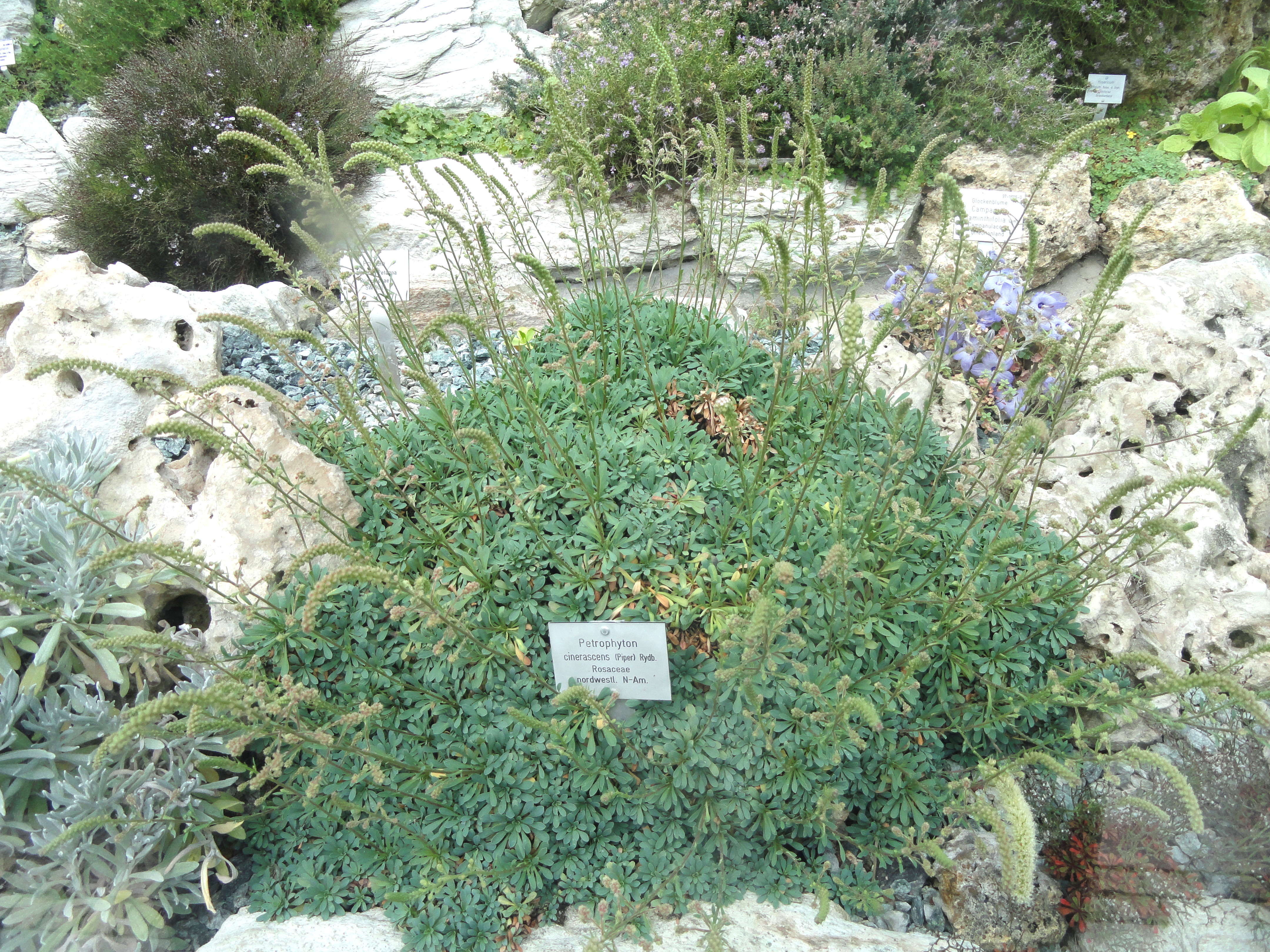
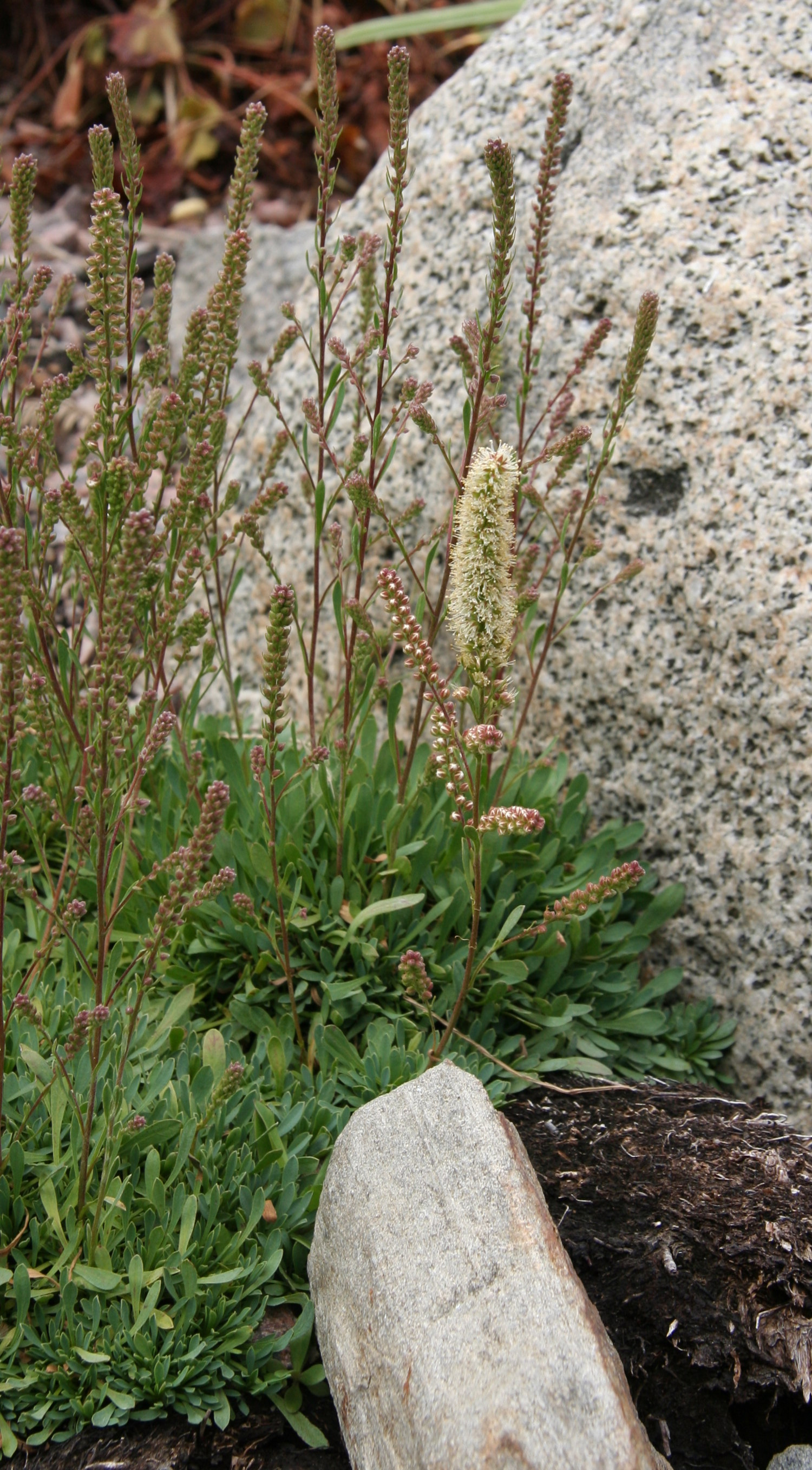
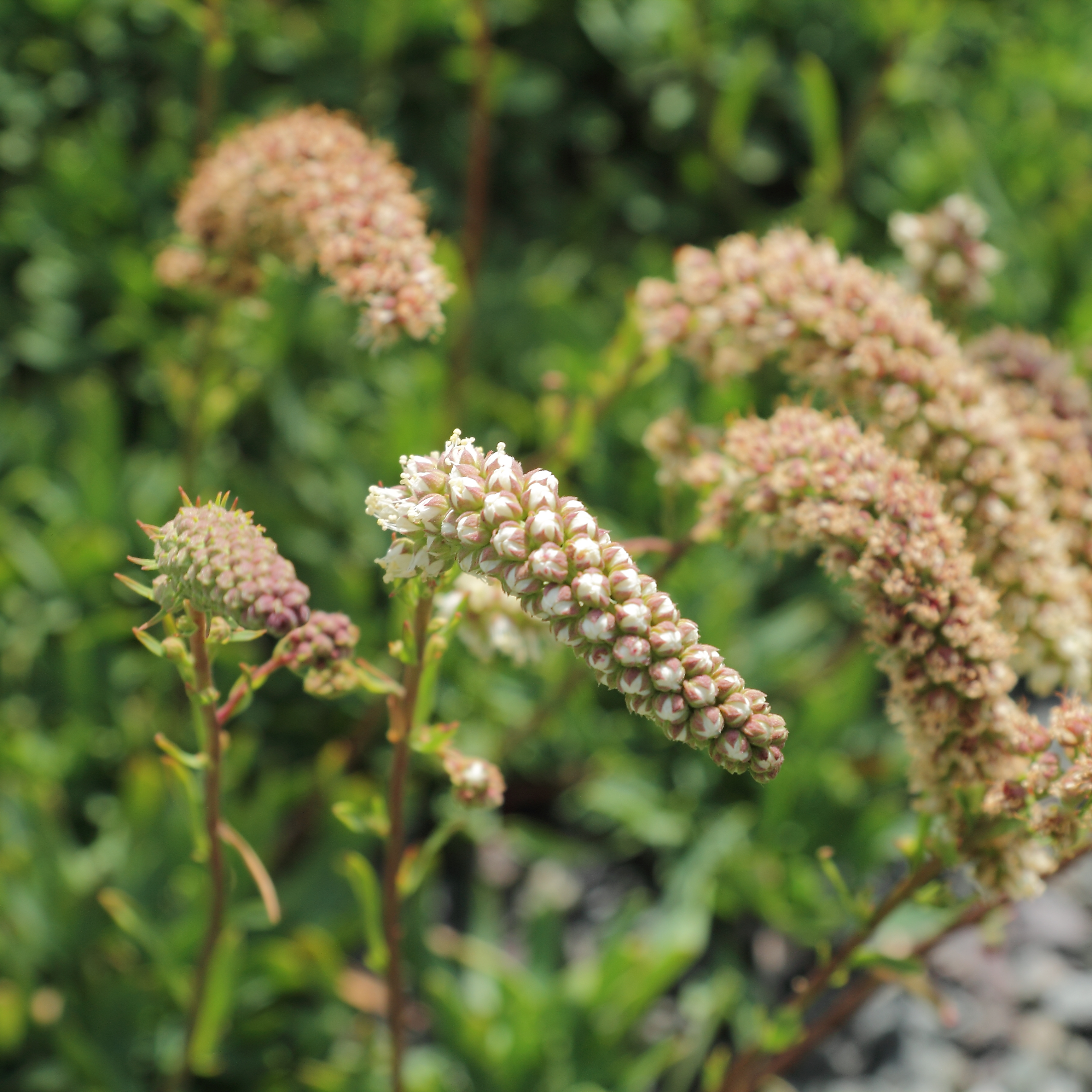